# Борисов, Николай Андреевич (Герой Социалистического Труда)
Николай Андреевич Борисов (1903—1955) — советский государственный деятель. Герой Социалистического Труда (29.10.1949), генерал-майор инженерно-технической службы (18.11.1944)

## Биография
Родился 22 января (4 февраля) 1903 года в деревне Тростники Тулубьевской волости Венёвского уезда Тульской губернии (ныне Венёвского района Тульской области). Русский.
В 1914—1915 годах работал газетчиком в книжном киоске в Москве, в 1915—1919 годах — учеником слесаря и слесарем на заводах в Москве. В 1919 году вернулся в родную деревню. В 1920—1921 — помощник комиссара Венёвского районного продовольственного комитета, в 1921—1922 — делопроизводитель Васильевского волостного исполкома, в 1922—1924 — делопроизводитель Васильевского районного исполкома. В 1924—1925 — председатель Васильевского районного сельсовета (ныне Венёвский район Тульской области).
В армии с 1925 года. Служил стрелком и писарем штаба 1-го стрелкового полка Московской Пролетарской дивизии (в Москве). В 1927 году демобилизован.
В 1927—1929 годах работал в Москве, в 1929—1930 годах — слесарем на Московском сахарном заводе. В 1930 году окончил вечерний Московский машиностроительный рабфак имени Артёма, в 1935 году — Московский машиностроительный институт (вечернее отделение). С 1930 года работал на Пресненском машиностроительном заводе в Москве (выпуск боеприпасов): слесарем (1930—1931), начальником цехов (1931—1933), начальником отдела (1933—1934) и главным инженером завода (1934—1938). С 1938 года работал в Госплане СССР руководителем группы сектора машиностроения, заместителем начальника и начальником сектора машиностроения, начальником отдела машиностроения.
После начала Великой Отечественной войны назначен заместителем председателя Госплана СССР по боеприпасам и танкам. Участвовал в работе Государственного комитета обороны как заместитель члена ГКО Н. А. Вознесенского, внёс большой вклад в бесперебойное снабжение Красной армии боеприпасами и танками.

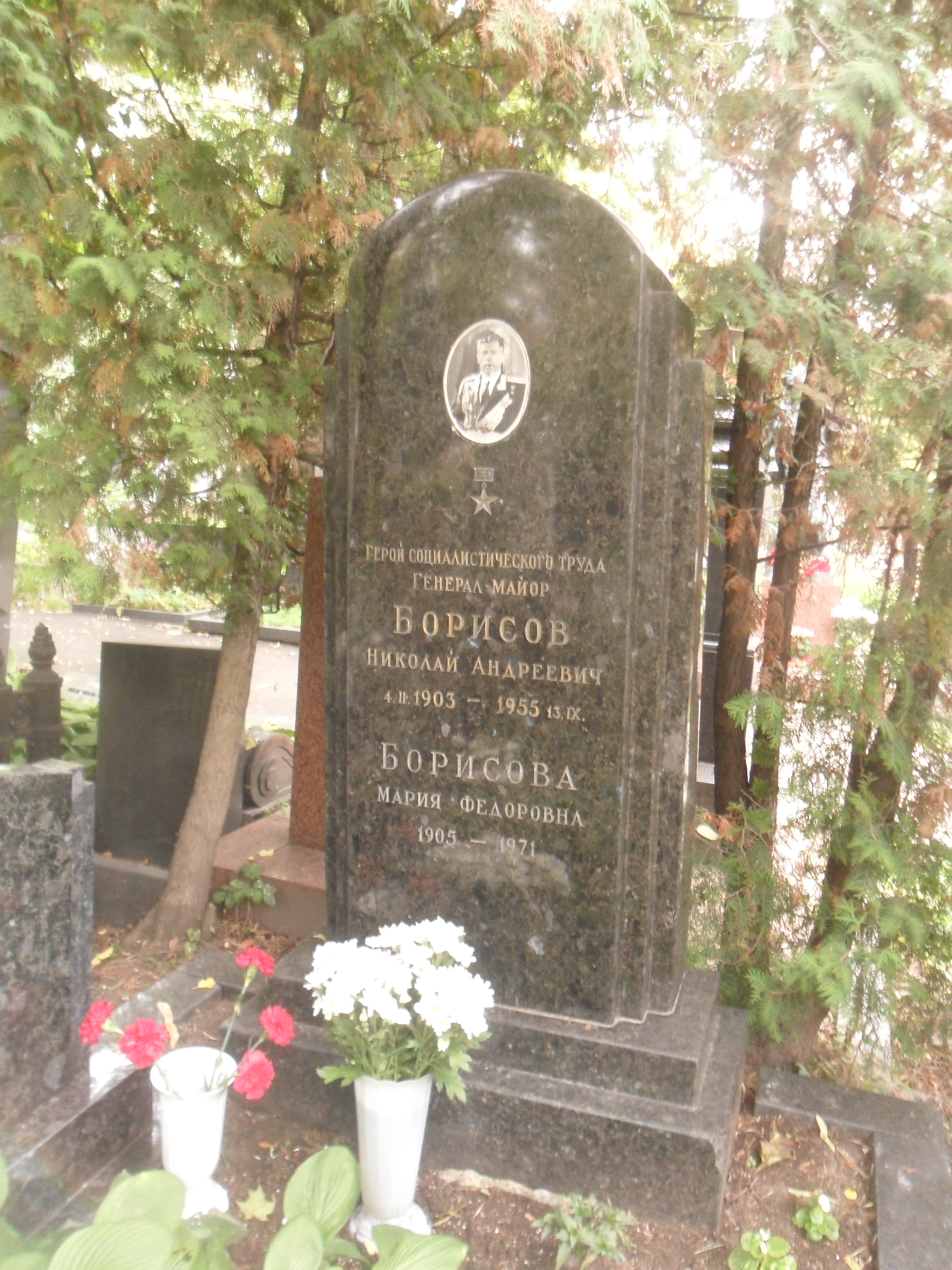
Могила Борисова на Новодевичьем кладбище Москвы.

1944—1945 — начальник отдела боеприпасов Госплана СССР
Постановлением Совета Народных комиссаров СССР № 83 от 24 января 1944 года Борисову было присвоено воинское звание «генерал-майор инженерно-технической службы».
1945—1955 — курировал планирование и финансирование всех работ в стране по развитию атомной науки и промышленности.
Был одновременно назначен заместителем начальника Первого главного управления (ПГУ) при СНК СССР и начальником Управления № 1 Госплана СССР (отвечавшего за атомный проект), заместителем Председателя Госплана СССР (в те годы — Н. А. Вознесенский).
В связи с выдвижением на эти должности распоряжением, подписанным И. В. Сталиным, освобождён от других обязанностей в ГКО и Госплане СССР.
Отвечал за исполнение работ, связанных со снабжением атомного проекта.
Упоминается в связи с предложением директора радиевого института В. Г. Хлопина и Первого секретаря Ленинградского обкома и горкома ВКП(б) А. А. Кузнецова, согласно которому председатель Оперативного бюро Совета народных комиссаров РСФСР А. И. Косыгин с Н. А. Борисовым в соответствии с решением Спецкомитета выделили дополнительные площади Радиевому институту.
Участвовал в выборе мест строительства заводов № 813 (Уральский электрохимический комбинат) и № 817 (ПО Маяк); за снабжение строительства этих заводов стройматериалами, товарами и оборудованием отвечали генерал-полковник госбезопасности, заместитель наркома внутренних дел СССР, В. В. Чернышёв, В. А. Сергеев и представитель Госплана Н. А. Борисов.
Железнодорожное снабжение строительства завода № 817 (ПО Маяк) было поручено Б. Н. Арутюнову, А. Н. Комаровскому и Н. А. Борисову.
В составе комиссии (Б. Л. Ванников, Н. А. Борисов и А. И. Алиханов) разработал проект постановления Совета Народных комиссаров СССР о создании Лаборатории № 3 Академии наук СССР (современный ИТЭФ). Проект был принят с поправками И. А. Бенедиктова на заседании Специального комитета 30 ноября 1945 года. Готовый документ был выпущен как постановление СНК СССР от 1 декабря 1945 года № 3010-895сс «Об организации Лаборатории № 3 Академии наук СССР».
В рамках ПГУ для разработки технологии обогащения урана электромагнитным способом было создано СКБ при заводе «Электросила», проект постановления о создании СКБ готовили руководитель проекта Б. Л. Ванников, нарком электропромышленности СССР И. Г. Кабанов и Н. А. Борисов. После доработки документ вышел в виде Постановления СНК СССР от 27 декабря 1945 года № 3176-964сс «Об организации Особого конструкторского бюро по проектированию электромагнитных преобразователей при заводе „Электросила“ Наркомэлектропрома».
Вошёл в состав комиссии под руководством члена Государственного комитета обороны А. И. Микояна: Председатель Госплана СССР Н. А. Вознесенский, Нарком электропромышленности СССР И. Г. Кабанов, Руководитель ПГУ Б. Л. Ванников, Заместитель наркома внутренних дел А. П. Завенягин и Н. А. Борисов.
Комиссии было поручено курировать обеспечение ногинского завода № 12 (современное ОАО «Машиностроительный завод», Электросталь) оборудованием для плавки урановой руды.
Этот завод был обеспечен вакуумными высокочастотными электропечами советского производства, вывезенных из Германии и закупленных по импорту, в этих печах выплавлялись урановые стержни для реактора Ф-1.
Н. А. Борисов активно участвовал в работе Инженерно-технического совета, образованного в декабре 1945 года при Специальном комитете.
По предложению Н. А. Борисова в июле 1949 года постановлением правительства расширяются функции Учёного совета при президенте АН СССР, осуществлявшего научное руководство по изучению атомного ядра и использованию атомной энергии в технике, химии и биологии.
Он также настаивал на установлении персональной ответственности за реализацию принимаемых планов и назначении конкретных лиц из числа руководства шести смежных отраслей — в дальнейшем их список будет утвержден постановлением, подписанным И. В. Сталиным. Одновременно Госплану и Госснабу были даны конкретные поручения по обеспечению «атомных» институтов Академии наук СССР специальными дозиметрами, оборудованием и материалами, необходимыми для проведения работ по ядерной физике и по использованию радиоактивных изотопов.
После успешного испытания первой советской атомной бомбы Н. А. Борисову за исключительные заслуги перед государством в области строительства и организации отечественной атомной промышленности и успешное руководство работой по созданию атомного оружия Указом Президиума Верховного Совета СССР от 29 октября 1949 года присвоено звание Героя Социалистического Труда.
В апреле 1951 — мае 1952 — заместитель начальника Первого Главного управления при Совете Министров СССР, в мае 1952 — июле 1953 — заместитель начальника Третьего Главного управления при Совете Министров СССР, в июле 1953 — феврале 1955 — заместитель министра среднего машиностроения СССР. Участвовал также в создании ракетной противовоздушной обороны. С февраля 1955 года генерал-майор инженерно-технической службы Борисов — в запасе.
Жил в Москве. Умер 13 сентября 1955 года. Похоронен в Москве на Новодевичьем кладбище.

## Награды
- медаль «Серп и Молот» Героя Социалистического Труда (29.10.1949)
- два ордена Ленина (24.11.1942[5]; 29.10.1949)
- орден Кутузова I степени (16.09.1945)
- орден Кутузова II степени (18.11.1944)[6]
- два ордена Трудового Красного Знамени (20.02.1941; 29.05.1944[7])
- орден «Знак Почёта» (04.12.1941)[8]
- медали